# Andrej Lukić
Andrej Lukić (Újgradiska, 1994. április 2. –) horvát labdarúgó, a Ruch Chorzów védője.

## Pályafutása

### Klubcsapatokban
Lukić 2012. október 20-án, a Zadar elleni meccsen debütált a Prva HNL-ben az Osijek színeiben. 2018. augusztus 21-én csatlakozott az Apolón Zmírniszhez egy szezonra kölcsönbe a Bragától. 2019. augusztus 1-jén kölcsönben játszott a moldovai Sheriff Tiraspolnál. 2022. január 19-től a Mezőkövesdet erősítette. Itt három idény alatt 61 bajnoki mérkőzésen játszott és 2 gólt szerzett.
2024. július 1-jén kétéves szerződést kötött a lengyel másodosztályú Ruch Chorzów klubbal.

## Sikerei, díjai
Sheriff Tiraspol
- Moldovai bajnok (2): 2018–19, 2020–21
- Moldovai kupagyőztes (2): 2018–19, 2019–20

## Fordítás
- Ez a szócikk részben vagy egészben  az   Andrej Lukić című angol Wikipédia-szócikk ezen változatának fordításán alapul.  Az eredeti cikk szerkesztőit annak laptörténete sorolja fel. Ez a jelzés csupán a megfogalmazás eredetét és a szerzői jogokat jelzi, nem szolgál a cikkben szereplő információk forrásmegjelöléseként.